# بورگو ولینو
بورگو ولینو (به ایتالیایی: Borgo Velino) یک کومونه در ایتالیا است که در استان ریتی واقع شده‌است.

## خصوصیات
بورگو ولینو ۱۷٫۳ کیلومترمربع مساحت و ۱٬۰۰۲ نفر جمعیت دارد و ۴۶۰ متر بالاتر از سطح دریا واقع شده‌است.